# Elaine Zayak
Elaine Kathryn Zayak  (* 4. April 1965 in Paramus, New Jersey) ist eine ehemalige US-amerikanische Eiskunstläuferin, die im Einzellauf startete. Sie ist die Weltmeisterin von 1982.

## Werdegang
Im Alter von zwei Jahren hatte Elaine Zayak einen Unfall mit einem elektrischen Rasenmäher. Infolgedessen verlor sie einen Teil ihres linken Fußes, die zwei kleinen Zehen. Auf Anraten ihres Arztes begann sie mit dem Eiskunstlaufen als Physiotherapie. Ihr linker Schuh bedurfte einer Einlage, um den fehlenden Fußteil bestmöglich zu kompensieren. Zayak trainierte bei Peter Burrows und Marylynn Gelderman.
Im Jahr 1979 wurde Zayak Juniorenweltmeisterin. Den Durchbruch bei den Senioren schaffte sie im Jahr 1981. Zum ersten Mal reiste sie als amtierende US-Meisterin zu einer Weltmeisterschaft und wurde in Hartford Vize-Weltmeisterin hinter der Schweizerin Denise Biellmann. Ein Jahr später wurde sie in Kopenhagen Weltmeisterin. Nach diesem Titelgewinn tat sie sich schwer und hatte besonders Schwierigkeiten in den Pflichtfiguren. Bei der Weltmeisterschaft 1983 musste sie zurückziehen. Doch sie kämpfte sich wieder heran. Bei den Olympischen Spielen in Sarajewo belegte sie den sechsten Platz, gewann bei der Weltmeisterschaft in Ottawa mit einer ähnlichen Leistung aber noch einmal eine Bronzemedaille.
Zayak war die erste Frau, die viele Dreifachsprünge in ihrem Programm hatte. Bei der Weltmeisterschaft 1982 sprang sie sechs Dreifache und gewann vor Katarina Witt. Allerdings waren vier dieser Sprünge dreifache Toeloops. Wegen dieser häufigen Wiederholungen des gleichen Sprunges wurde das Reglement geändert und die sogenannte Zayak-Regel eingeführt. Danach darf jeder Sprung nur zweimal in einem Programm ausgeführt werden, einer davon muss in einer Kombination mit einem anderen Sprung vorgetragen werden.
1984 wechselte Zayak für einige Jahre zu den Profis. 1993 ließ sie sich reamateurisieren, um noch einmal bei den Olympischen Winterspielen 1994 zu starten. Trotz guter Leistung wurde sie jedoch 1994 bei den US-amerikanischen Meisterschaften nur Vierte und konnte sich somit nicht qualifizieren.
Elaine Zayak ist seit dem Jahr 2000 verheiratet und hat einen Sohn Jack. Sie ist Eiskunstlauftrainerin in Hackensack, New Jersey. Außerdem ist sie Sprecherin beim US-amerikanischen Eiskunstlaufverband.

## Ergebnisse
| Wettbewerb / Jahr                | 1979 | 1980 | 1981 | 1982 | 1983 | 1984 | 1994 |
| -------------------------------- | ---- | ---- | ---- | ---- | ---- | ---- | ---- |
| Olympische Winterspiele          |      |      |      |      |      | 6.   |      |
| Weltmeisterschaften              |      | 11.  | 2.   | 1.   | Z    | 3.   |      |
| Juniorenweltmeisterschaften      | 1.   |      |      |      |      |      |      |
| US-amerikanische Meisterschaften |      | 4.   | 1.   | 3.   | 2.   | 3.   | 4.   |

- Z = Zurückgezogen